# تشيس أورتيز
تشيس أورتيز (بالإنجليزية: Chase Ortiz)‏ هو لاعب كرة قدم أمريكية أمريكي، ولد في 22 مايو 1985 في ليغ سيتي في الولايات المتحدة.

## وصلات خارجية
- تشيس أورتيز على موقع JustSportsStats.com (الإنجليزية)